# Getmobile
Getmobile (Eigenschreibweise: getmobile) war ein Onlineshop für Mobiltelefone mit Hauptsitz in München. Eine Niederlassung befand sich in Trier.

## Geschichte
Die getmobile AG wurde 1999 von Tim Schwenke und Daniel Wild zunächst als Online-Shop gegründet. 2005 erfolgte der Börsengang am Alternative Investment Market (AIM) der London Stock Exchange in Form eines Reverse Takeover, durch den die getmobile AG eine 100 % Beteiligung der getmobile europe plc mit Sitz in London wurde. Seit November 2008 war die Aktie auch am Entry Standard der Frankfurter Wertpapierbörse zum Handel zugelassen. Mit Wirkung zum 31. Dezember 2009 trennte sich die getmobile europe plc vom Mobilfunkgeschäft durch den Verkauf an die wap-telecom GmbH.
Seit dem 1. Januar 2010 führte getmobile das Mobilfunkgeschäft als GmbH unter den neuen Geschäftsführern Stefan Schmidt, Andreas Schmidt und Frank J. Demmer weiter. Das Kerngeschäft konzentrierte sich jetzt auf reine Mobilfunkprodukte wie Smartphones und Tablets mit passenden Verträgen aller Netzbetreiber sowie des Providers mobilcom-debitel. Es existierten zudem Niederlassungen in München und Trier. Seit dem 1. September 2014 ist Frank Demmer aus der Geschäftsleitung ausgeschieden. Neuer Geschäftsführer wurde Jan Konietzko.

## Kritik
Im Zeitraum 2001 bis 2009 war die getmobile AG in zwei Hauptgeschäftsfeldern tätig, zum einen der Betrieb eines Online-Mobilfunkshops, zum anderen als Dienstleister für größere Unternehmen aus dem TV-Shopping-Bereich. Innerhalb dieses Zeitraums wurden vermehrt sogenannte Bundles vermarktet, bei denen Kunden die Möglichkeit hatten, die Provision für den Neuabschluss eines Mobilfunkvertrags auch zur Subvention weiterer Produkte wie Notebooks und Spiele-Konsolen einzusetzen. Speziell Mitte des Jahres 2009 wurde der Kundenservice innerhalb dieses Geschäftsmodells massiv angeprangert und führte zu Berichterstattungen im Fernsehen.

## Insolvenz 2015
Im Herbst 2015 geriet das Unternehmen in eine finanzielle Schieflage und meldete Insolvenz an. Mit Wirkung zum 11. September 2015 wurde ein Insolvenzverwalter ernannt.